# ゼーブ装輪装甲車
ゼーブ装輪装甲車（ゼーブそうりんそうこうしゃ、英語: Zeev  Armoured Vehicle）は、イスラエルで開発、運用されている軍用四輪装輪装甲車である。Zeevは、ヘブライ語でWolf（狼）を意味する語であり、ウルフ装輪装甲車などとも表記されるが、ドイツ連邦軍で使用されるLKW ヴォルフ（ウルフ）や、イギリス軍で使用されるランドローバー・ウルフとの混乱を避けるため、本記事ではZeevの表記を使用する。
英語表記では、Wolf Armored Vehicle、Wolf APC、Zeev Armored Vehicle、Zeev APC、など、いくつかの表記が混在している。

## 概要
ゼーブは、イスラエルのHatehofと、軍の開発部門でもあるラファエルによって共同開発された、四輪駆動の装輪装甲車である。
イスラエル軍で広く使用されているM113装甲兵員輸送車の機能を引き継ぐ車両として開発された。M113は装軌式装甲車両であり、市街戦から野戦まで対応可能であるが、Zeev装輪装甲車は、市街戦への対応を考え、民間のトラックをベースに開発されており、他の装輪装甲車のような大径タイヤは使用されていない。小径のタイヤで重量のある装甲兵員室を支えるため、リアタイヤはダブルタイヤとなっている。
なお、M113の野戦機能・不整地での戦闘機能は、アチザリットあるいはナグマホンなどの装軌式重装甲APCに引き継がれている。イスラエル軍では、同様に民間トラックから派生した兵員輸送車のM462 Abirを運用しているが、この車両は非装甲車両であり、防御力はそれほど高くない。Zeevは、トラックの機動性とAPCの防御力を併せ持つ車両というコンセプトで、イスラエル周辺で頻発する低強度紛争への対応を念頭に置いて開発されており、ガラス部分を金網で保護するなどの対応がなされている。
Zeev装輪装甲車は、フォード F-550 ピックアップトラックのシャーシをベースに、V8 6,000cc ターボディーゼルエンジンを搭載し、装甲ボディを載せた構造になっている。2006年からイスラエル軍に実戦配備され使用されている他、外国にも輸出されている。

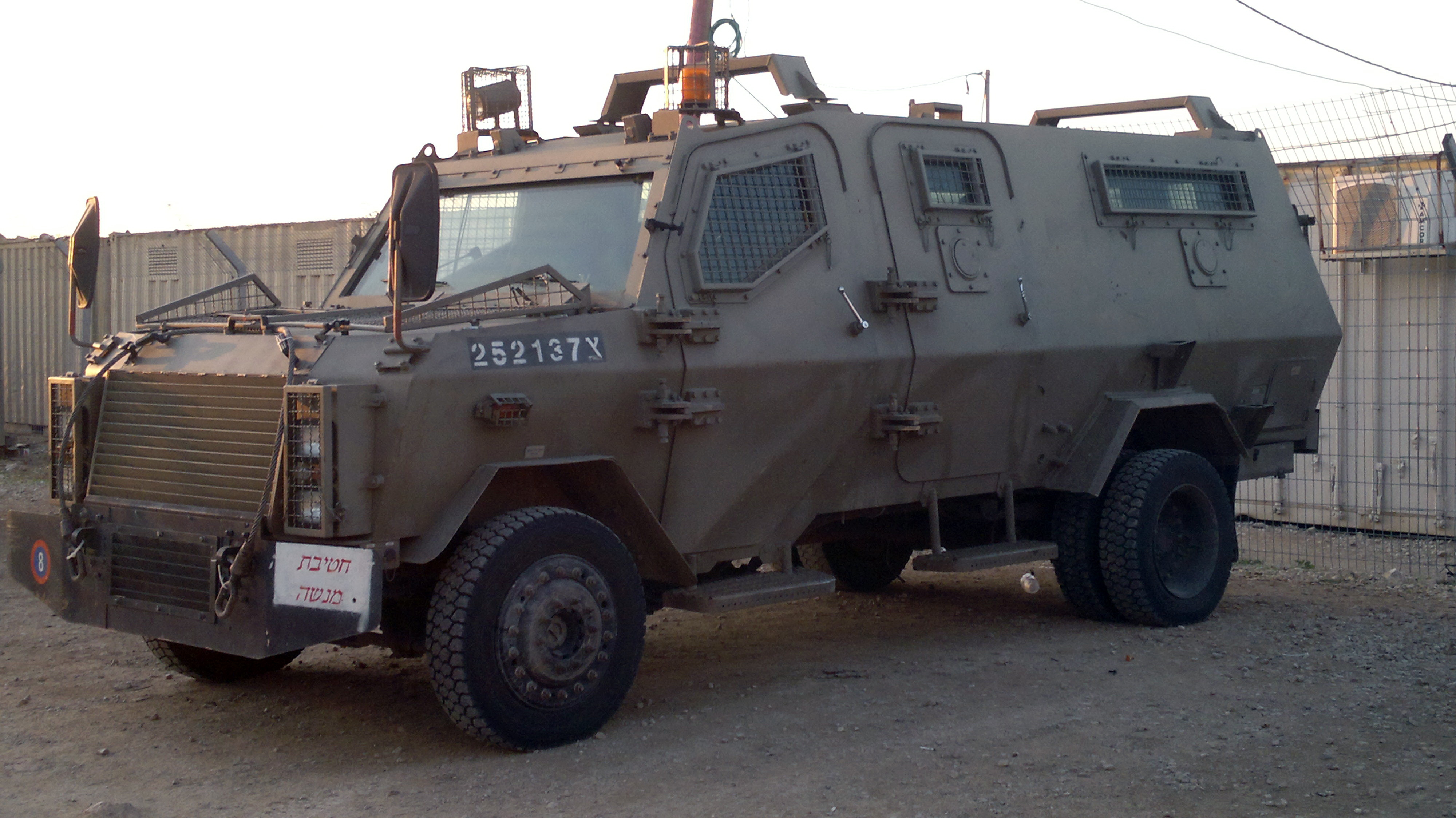
Zeevの車体側面。タイヤはそれほど大きくない事がわかる
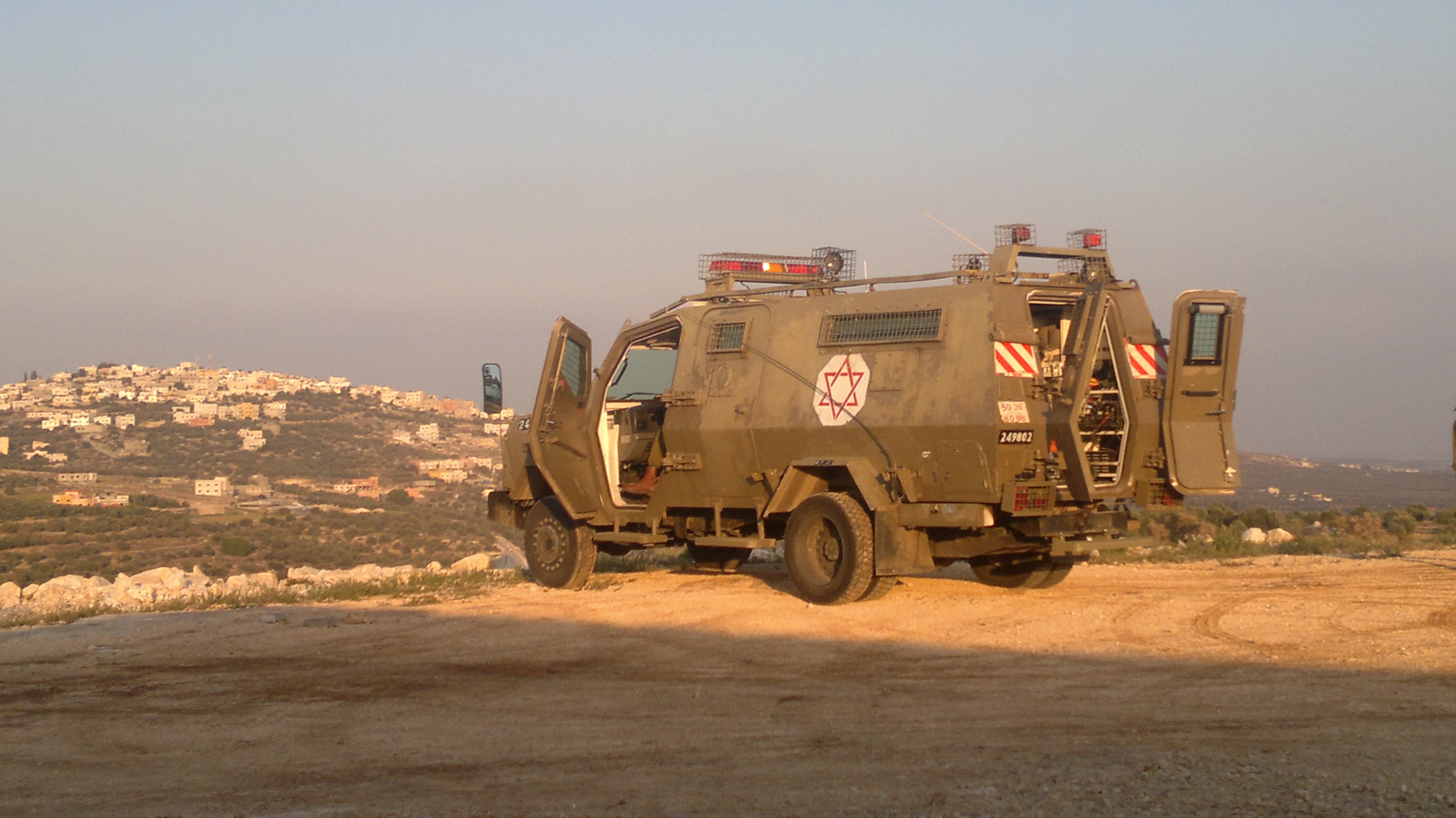
Zeevの救急車仕様
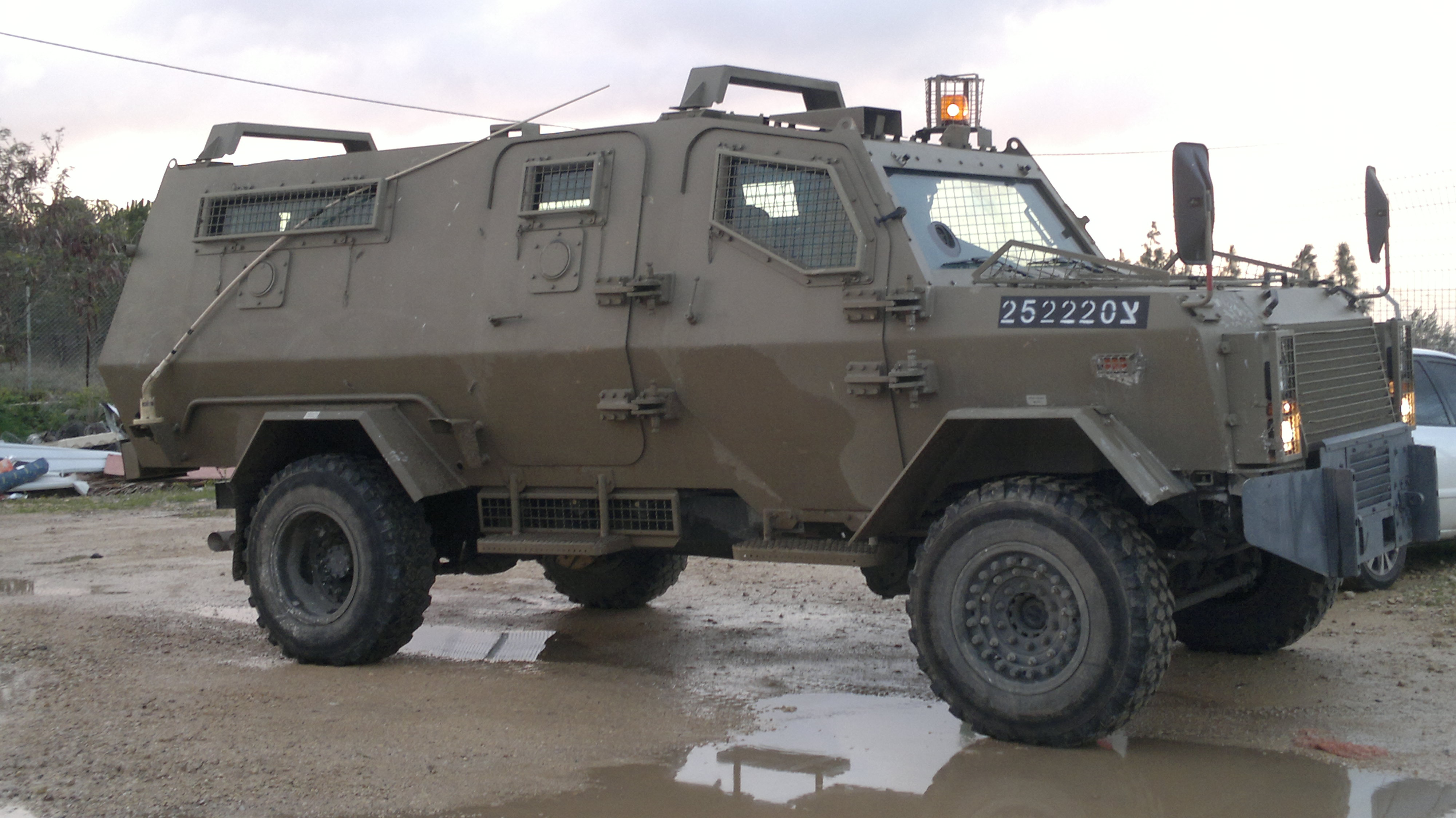
大径タイヤ装着車両

## 戦歴
2006年に実戦配備された新しい車両のため、メディアなどへの露出もそれほど多くないが、近年も継続して発生するガザ地区やヨルダン川西岸地区などでの低強度紛争に対応する姿を、ニュース映像などで目にする事がある。
イスラエル以外の輸出先では、装甲兵員輸送車としてよりも、憲兵隊でのパトロール車両として採用される例が多い。
イスラエル軍は2019年以降、後継車種としてパンサー装甲車の配備を進めている。また、2023年にはより小型・高機動の後継車種としてティグリス装甲車が緊急配備された。

## 運用国
- イスラエル - イスラエル国防軍

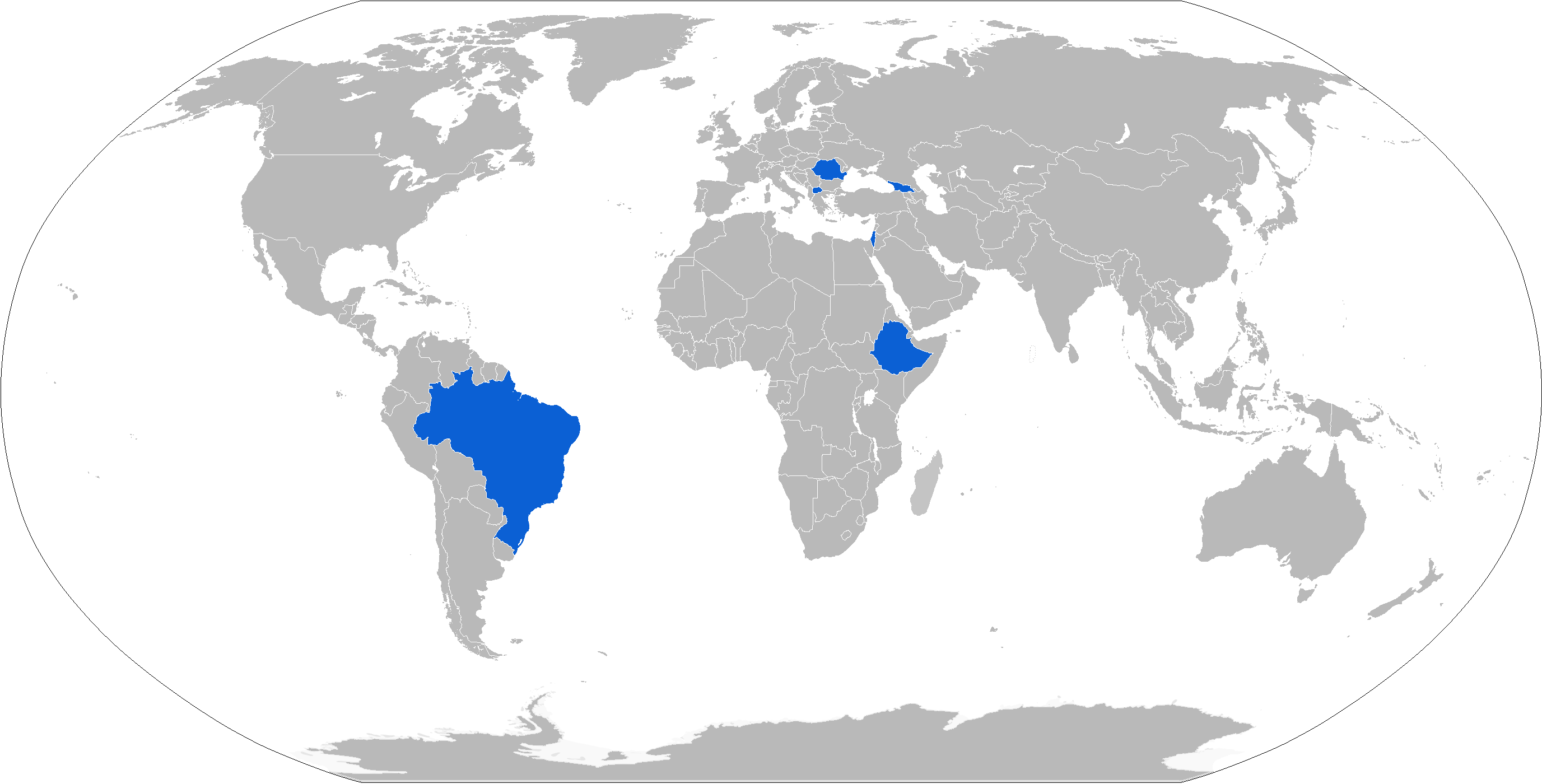
Zeev運用国（青色）

- ブラジル - サンパウロ州武装警察 [1][リンク切れ]
- エチオピア - エチオピア国防軍にて運用試験中
- ジョージア - 軍および警察特殊部隊[2][リンク切れ]
- 北マケドニア マケドニア - 法執行機関[3][リンク切れ]
- ルーマニア - 憲兵隊（英語版）

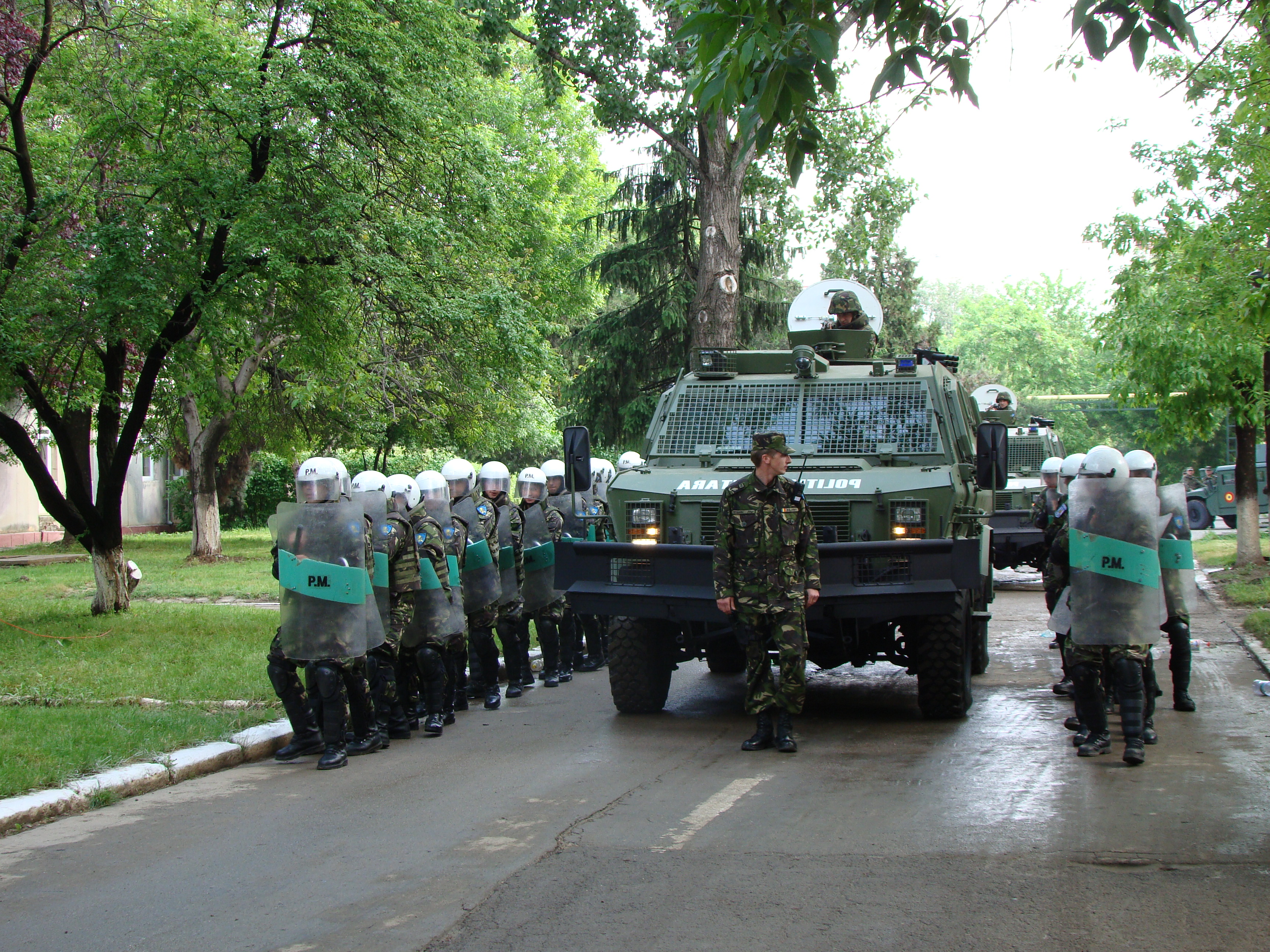
ルーマニア陸軍第265憲兵大隊（Batalionul 265 Poliţia Militară）の車両
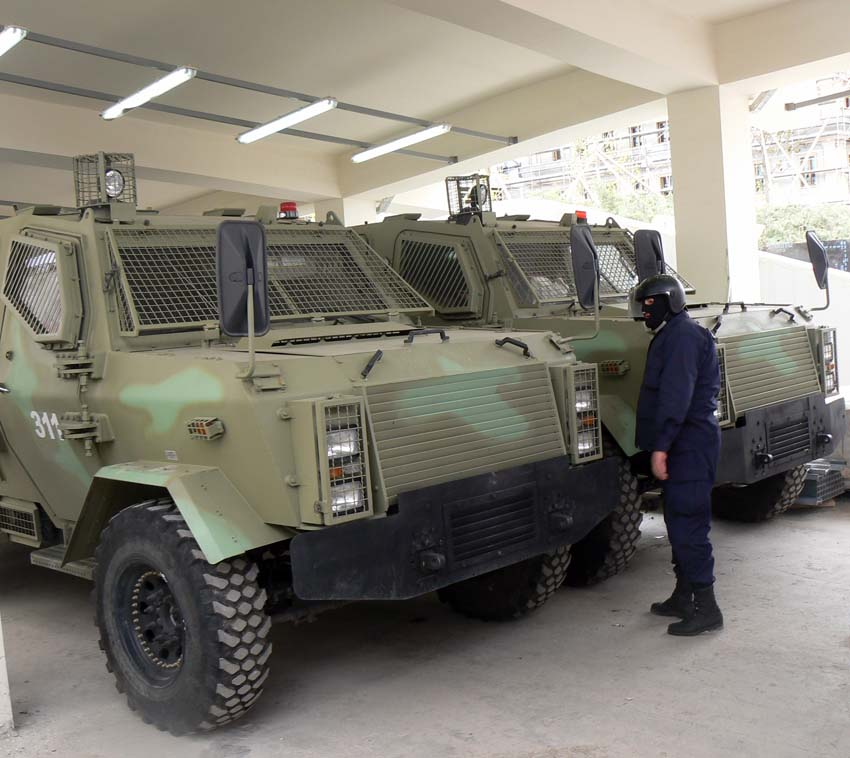
グルジアの特殊部隊の車両